# 巽東
巽東（たつみひがし）は、大阪府大阪市生野区にある町名。現行行政地名は巽東一丁目から巽東四丁目。

## 地理
生野区の南東部に位置し、西に巽中、北に巽北、南に平野区加美北、東に東大阪市と接している。

## 世帯数と人口
2019年（平成31年）3月31日現在の世帯数と人口は以下の通りである。
| 丁目       | 世帯数    | 人口    |
| ---------- | --------- | ------- |
| 巽東一丁目 | 682世帯   | 1,283人 |
| 巽東二丁目 | 1,433世帯 | 2,749人 |
| 巽東三丁目 | 724世帯   | 1,642人 |
| 巽東四丁目 | 761世帯   | 1,687人 |
| 計         | 3,600世帯 | 7,361人 |

### 人口の変遷
国勢調査による人口の推移。
| 1995年（平成7年）  | 6,290人 | [ 5 ] |  |
| 2000年（平成12年） | 6,332人 | [ 6 ] |  |
| 2005年（平成17年） | 6,108人 | [ 7 ] |  |
| 2010年（平成22年） | 6,955人 | [ 8 ] |  |
| 2015年（平成27年） | 7,021人 | [ 9 ] |  |

### 世帯数の変遷
国勢調査による世帯数の推移。
| 1995年（平成7年）  | 2,259世帯 | [ 5 ] |  |
| 2000年（平成12年） | 2,388世帯 | [ 6 ] |  |
| 2005年（平成17年） | 2,347世帯 | [ 7 ] |  |
| 2010年（平成22年） | 2,918世帯 | [ 8 ] |  |
| 2015年（平成27年） | 2,976世帯 | [ 9 ] |  |

## 事業所
2016年（平成28年）現在の経済センサス調査による事業所数と従業員数は以下の通りである。
| 丁目       | 事業所数  | 従業員数 |
| ---------- | --------- | -------- |
| 巽東一丁目 | 92事業所  | 801人    |
| 巽東二丁目 | 113事業所 | 781人    |
| 巽東三丁目 | 39事業所  | 596人    |
| 巽東四丁目 | 69事業所  | 564人    |
| 計         | 313事業所 | 2,742人  |

## 交通

### 鉄道
- 大阪市高速電気軌道
  - 千日前線 北巽駅・南巽駅

### 道路
- 国道479号
- 大阪府道173号大阪八尾線

## 施設
- 大阪府立勝山高等学校
- 大阪市立新生野中学校
- 大阪市立巽東小学校
- 大阪府立生野支援学校
- 生野東巽郵便局
- 巽東緑地

## その他

### 日本郵便
- 〒544-0014[3]（集配局：生野郵便局[11]）